# BSWW Mundialito 2010
Navigation
2009 2011
L'édition 2010 du BSWW Mundialito est la 15e fois que se tient la compétition. Elle a lieu sur la plage de Praia da Rocha à Portimão (Portugal) du 6 au 8 août 2010.
L'équipe du Brésil remporte pour la 11e fois le tournoi.

## Participants
- Argentine

- Brésil

- États-Unis

- Portugal

## Déroulement
La compétition se déroule dans un format tournoi toutes rondes où tous les participants sont opposés une seule fois au cours de la compétition. Lors d'une égalité, la différence de buts particulière prime sur celle générale.

## Tournoi

### Détails des matchs
| 6 août 2010 | Brésil                   | 3 – 2 | Argentine         | Praia da Rocha, Portimão, Portugal |  |
| 14h00       | Benjamin · Bueno · André |       | De Ezeyza · Vivas |                                    |  |
| 14h00       | Report                   |       |                   |                                    |  |

|       | Portugal                   | 5 – 1 | États-Unis | Praia da Rocha, Portimão, Portugal |  |
| 15h15 | Madjer · Alan · Bruno Novo |       | Morales    |                                    |  |
| 15h15 | Report                     |       |            |                                    |  |

| 7 août 2010 | Brésil                                               | 9 – 1 | États-Unis  | Praia da Rocha, Portimão, Portugal |  |
| 14h00       | Anderson · Bruno · Daniel · Sidney · Benjamin · Dino |       | Albuquerque |                                    |  |
| 14h00       | Report                                               |       |             |                                    |  |

|       | Portugal                 | 3 – 0 | Argentine | Praia da Rocha, Portimão, Portugal |  |
| 15h15 | Coimbra · Madjer · Birlo |       |           |                                    |  |
| 15h15 | Report                   |       |           |                                    |  |

| 8 août 2010 | Argentine                                      | 6 – 3 | États-Unis          | Praia da Rocha, Portimão, Portugal |  |
| 14h00       | Dallera · Leiva · Legizamon · Levi · De Ezeyza |       | Morales · Valentine |                                    |  |
| 14h00       | Report                                         |       |                     |                                    |  |

|       | Portugal | 0 – 4 | Brésil                             | Praia da Rocha, Portimão, Portugal |  |
| 15h15 |          |       | Daniel · Anderson · Bueno · Sidney |                                    |  |
| 15h15 | Report   |       |                                    |                                    |  |

### Classement final
| Équipe     | J | G | G+ | P | Bp | Bc | +/- | Pts |
| ---------- | - | - | -- | - | -- | -- | --- | --- |
| Brésil     | 3 | 3 | 0  | 0 | 16 | 3  | +13 | 9   |
| Portugal   | 3 | 2 | 0  | 1 | 8  | 5  | +3  | 6   |
| Argentine  | 3 | 1 | 0  | 2 | 8  | 9  | −1  | 3   |
| États-Unis | 3 | 0 | 0  | 3 | 5  | 20 | −15 | 0   |

## Trophées individuels
- Meilleur joueur :  Madjer
- Meilleurs buteurs :  Madjer,  Daniel,  Sidney et  De Ezeyza (3 buts)
- Meilleur gardien :  César Mendoza